# Aplonis magna
El estornino de la Biak (Aplonis magna) es una especie de ave paseriforme de la familia Sturnidae endémica de las islas Schouten, al norte de Nueva Guinea, pertenecientes a Indonesia. 

## Descripción
Es un pájaro frugívoro que mide entre los 28–41 cm de longitud, incluida su característica larga cola. Su cola es tan larga o más que el resto de su cuerpo en la subespecie nominal, aunque en la subespecie brevicauda solo mide dos tercios de la longitud del cuerpo. En la naturaleza suelen alzar y abrir su larga cola. Si plumaje es enteramente negro, con brillos verdosos en todo el cuerpo y bronceados en la cabeza. Presenta cerdas en la frente. Su pico y patas son negros y el iris de sus ojos es pardo. No presenta dimorfismo sexual.

## Distribución y hábitat
Se encuentra confinado en las islas de Biak y Numfor, donde ocupa toda clase de hábitats forestales. 

## Taxonomía
Se conocen dos subespecies: 
- A. m. magna - presente en Biak;
- A. m. brevicauda - nativa de Numfor, menos brillante y con la cola más corta que la subespecie nominal.